# Göttinger Blasenconvent
Der Göttinger Blasenconvent (Göttinger BC, später: Ersten-Convent (EC)) war ein Korporationsverband in der Zeit von 1861 bis 1881. Er entstand am 3. Juni 1861 aus der Göttinger Wildenschaft und ging am 2. Juni 1881 im Gothaer EC auf. Seine Mitglieder waren nicht-farbentragende Göttinger Studentenverbindungen.

## Geschichte

### Vorläufer: Die Göttinger Wildenschaft
Der Geist des Schillerfestes im Jahr 1859 hatte eine neue, nationale, liberale Fortschrittsbewegung geschaffen, die Göttinger Wildenschaft. Diese war zunächst nur eine lose, nicht organisierte Vereinigung von Studenten, die keiner Studenten-Korporation angehörten. Gemeinsame Beschlüsse wurden auf einer Generalversammlung gefasst.
Die Wildenschaft wurde vom Universitätssenat neben den Corps und den Progressbewegungen als dritte Studentengruppe anerkannt. Von den Farbenverbindungen wurden sie spöttisch Blasen genannt. Der Vorsitzende der Wildenschaft bekleidete das Amt des Wildenhäuptlings.

### Der Göttinger Blasen-Convent (BC) (1861–1873)
Dieser ursprüngliche Spottname wurde später in Ehren angenommen, als sich am 3. Juni 1861 die Göttinger Wildenschaft in einem Blasen-Convent (BC) organisierte. Gründungsmitglieder waren die Verbindungen Frisia, Gottinga, Holzminda, Lunaburgia und Verdensia. Von nun an fanden keine Generalversammlungen mehr statt, sondern die Studenten, welche sich zu lockeren Gruppierungen zusammengefunden hatten, entsandten jeweils einen Deputierten zu den wöchentlich, später monatlich abgehaltenen Sitzungen, auf denen die in den einzelnen Gruppierungen gefassten Beschlüsse koordiniert wurden. Auf diese Weise war aus der Wildenschaft eine Dachorganisation locker organisierter studentischer Vereinigungen geworden, der freie Studenten nicht mehr angehörten.
Der BC besaß eigene Waffen, hatte einen eigenen Bierkomment sowie ein gemeinsames Kneiplokal in der Nicolaistrasse.
Aufgrund der Koordination durch den BC war es den einzelnen Gruppierungen möglich geworden, geschlossen aufzutreten, was diese innerlich festigte und zu ihrer Anerkennung seitens der Universitätsbehörden führte. Allerdings führte dieser Zusammenschluss im Blasen-Convent auch zu immer wieder auftretenden Konflikten mit den Corps, die in Göttingen der vorherrschende Verband waren. Aber auch die übrige Studentenschaft stand den Blasen feindselig gegenüber. Den Höhepunkt dieser Feindseligkeiten bildete die Studentenschlacht auf der Weender am 18. Oktober 1863: Der 50. Jahrestag der Völkerschlacht bei Leipzig sollte mit einem Umzug begangen werden. Es kam zu einem Streit zwischen den Corps und den übrigen studentischen Gruppen über die Reihenfolge der Verbindungen im Zug, welcher in einer schweren Straßenschlacht endete.
Zusammen mit dem Jenaischen Blasen-Convent wurde am 25. Mai 1866 der bis 1868 bestehende Waltershäuser Verband gegründet, dem sich 1867 auch der Hallenser Blasen-Convent anschloss.
Am 26. Mai 1867 wurde der Göttinger Blasen-Convent das erste Mal aufgelöst, nachdem die Oldenburgia ein bei der Holzminda ausgetretenes Mitglied aufgenommen hatte.
Im Januar 1868 scheiterte ein erneuter Zusammenschluss der nichtfarbentragenden Korporationen Lunaburgia, Frisia, Gottinga und Holzminda. Die Neugründung des Göttinger BC fand erst am 23. Mai 1869 zusammen mit Mündenia und Hildesia statt. Doch schon am 21. Mai 1871 löste sich der Verband zum zweiten Mal auf. Zur Siegesfeier des Deutsch-Französischen Krieges trat der Göttinger BC noch einmal geschlossen auf, konnte dann aber nicht mehr zu alter Stärke zurückfinden und löste sich im Mai 1873 endgültig auf.

### Der Göttinger Ersten-Convent (EC) (1874–1881)

Die Feriencommission des Göttinger EC - 1874

Am 5. Februar 1874 schlossen sich Frisia, Mündenia und Holzminda zu einem neuen Verband, den nicht Couleur tragenden Progreßverbindungen zusammen und bezeichneten sich nach ihrem ersten gemeinsamen Convent als Erster Convent (EC). 1878 kam Gottinga hinzu. Ihren Statuten nach waren es alles pflichtschlagende und nicht-farbentragende Studentenverbindungen. Der Göttinger EC trat als starkes Gegengewicht gegenüber dem Göttinger Senioren-Convent auf, was zu Reibereien und Schlägereien Anlass gab.

### Aufgehen im Gothaer EC
Der Göttinger EC ging am 2. Juni 1881 geschlossen im Gothaer EC auf.

## Mitglieder
- Frisia (1861–1881)
- Gottinga (1861–1869; 1878–1881)
- Hercynia (nach 1871–????)
- Hildesia (1869–????)
- Holzminda (1861–1873; 1874–1881)
- Lunaburgia (1861–1865)
- Mündenia[6] (1869–1877; 1879–1881)
- Oldenburgia (1865–1867)
- Verdensia (1861–1862)